# Angistri
Angistri (gr. Αγκίστρι) – mała grecka wyspa położona w Zatoce Sarońskiej, w administracji zdecentralizowanej Attyka, w regionie Attyka, w jednostce regionalnej Wyspy, w gminie Angistri. Dominującą roślinnością wyspy są lasy sosnowe.

## Osadnictwo
Na wyspie znajdują się zaledwie 3 osady mieszkalne którymi są, Milos, Skala oraz Limeneria. Milos (populacja 461 mieszkańców) jest największym miastem wyspy. Skala znajduje się 20 minut drogi od Milos, prowadzącą przez wybrzeże. W Skali znajdują się najlepsze warunki turystyczne przez co miasto jest najpopularniejszym miejscem odwiedzanym przez turystów. Skala posiada także liczne hotele oraz jedną z nielicznych na wyspie Plaża piaszczystych. Limeneria jest najmniejszą wioską na wyspie. Populacja jej wynosi zaledwie 105 mieszkańców. Ze względu na swoje ograniczone możliwości jest raczej rzadko odwiedzana przez turystów. Łącznie wyspę zamieszkuje 920 osób a powierzchnia wyspy wynosi 13,37km².

## Lokalizacja
Angistri znajduje się w bardzo bliskim położeniu Eginy, największej wyspy archipelagu wysp Sarońskich. Pomiędzy obiema wyspami kursują łodzie Ekspresu Angistri oraz nieliczne „wodne taksówki”. Na wyspę można się dostać także za pomocą kursujących połączeń promowych z portu w Pireusie.